# Великий Ярамор
Великий Ярамо́р (рос. Большой Ярамор, марій. Кугу Ярамарий) — присілок у складі Моркинського району Марій Ел, Росія. Входить до складу Шалинського сільського поселення.

## Населення
Населення — 73 особи (2010; 97 у 2002).
Національний склад (станом на 2002 рік):
- лучні марійці — 99 %